# Ganthorpe
Ganthorpe – przysiółek w Anglii, w North Yorkshire. Leży 9,9 km od miasta Malton, 20,5 km od miasta York i 296,3 km od Londynu. W 1961 roku civil parish liczyła 67 mieszkańców. Ganthorpe jest wspomniana w Domesday Book (1086) jako Galmetona/Gameltorp.